# ホクロア教会

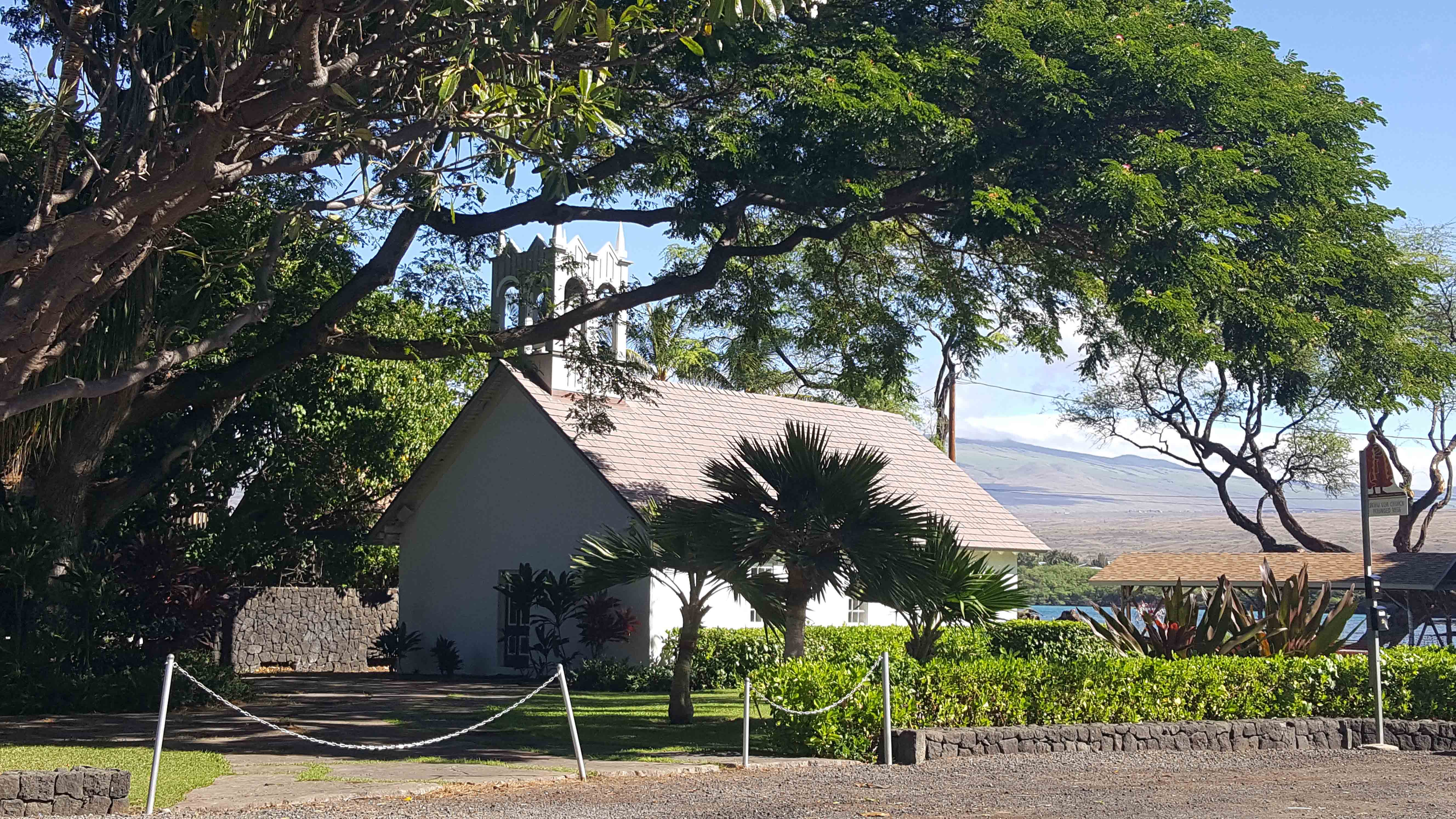
ホクロア教会（1859年創立の教会堂）

ホクロア教会（英語: Hokuloa Church）は、アメリカ合衆国ハワイ州ハワイ島の西海岸、南コハラにあるキリスト教会で、1856年の創立である。ハワイ語でHoku＝星＋Loa＝遠いを意味し、Hoku loaは「明けの明星」＝早朝に見える金星のことである。

## 概要
ホクロア教会は、アメリカ合衆国ハワイ州のハワイ島西海岸の集落「プアコ」と共に歩んできた 。プアコは岩海岸で、陸上の作物はあまりできないが、ハワイ先住民は海岸で採れる塩と魚で、他地域の作物と交換して生きてきた。
1832年に、後にハワイでよく歌われる歌「ハワイ・アロハ」を作詞することになるロレンゾ・ライオンズ（Lorenzo Lyons）がボストンからハワイ島へ米国会衆派教会の宣教師として到着して、南コハラ地区のワイメアに落ち着いた。彼はプアコをよく訪れて、ここに大きな集会を開き、1958年にはカメハメハ3世から土地を与えられて教会堂の建設が始まり、1860年には教会が完成した。教会付属の学校も作られて、まわりでサトウキビの栽培も始まり、プアコはハワイ先住民が大部分で大いに発展した。
しかし、サトウキビ・プランテーションは1914年には閉鎖されて、プアコには7家族しか残らなかったといわれる。1920年代には学校も焼けて、その後建て替えられることはなく、1914年から1965年まで教会は時々利用されるだけで、おおむね放置された。

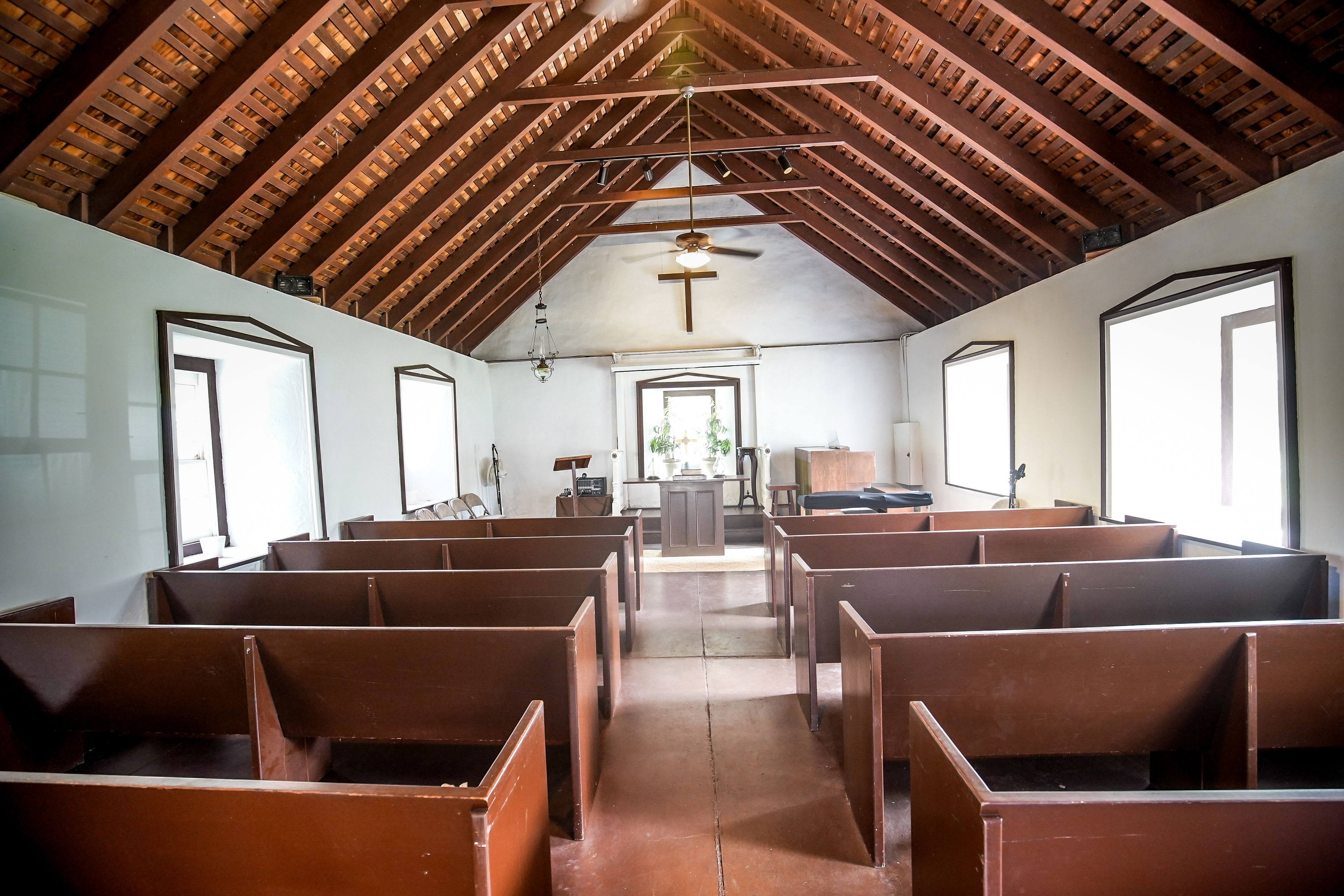
ホクロア教会の内部。

1950年代になると、プアコへの道路（Puako Beach Drive）が作られて、それに沿った土地が163ロットに分譲されて、多くの人たちが移り住んだ。1950～1960年代はすぐ北のカワイハエまで2時間かかったが、1964年になるとこの道が舗装されて、1975年には南のカイルア・コナからカワイハエに至るハワイ州道190号線が完成した。まもなくホクロア教会の改修が始まり、これは1990年代まで断続的に続いた。
米国会衆派教会は、最近他の教会と合同して、キリスト連合教会と呼ばれるようになった。また、この教会はウェディングにも、開放されている。
ホクロア教会はワイアレア・ビーチ（Waialea Beach）、ゼネラル・ストア（General Store）などと共に、プアコの有名処となっている。

## 参照項目
- エイサ・サーストンとモクアイカウア教会
- ハイラム・ビンガムとカワイアハオ教会